# Tellervo choaspina
Tellervo choaspina är en fjärilsart som beskrevs av Hans Fruhstorfer 1911. Tellervo choaspina ingår i släktet Tellervo och familjen praktfjärilar. Inga underarter finns listade i Catalogue of Life.